# Elattoneura josemorai
Elattoneura josemorai – gatunek ważki z rodziny pióronogowatych (Platycnemididae). Występuje w Kongu, Gwinei Równikowej i Gabonie.